# Gauri Mons
Il Gauri Mons è una struttura geologica della superficie di Venere.